# Валенса, Афонсу де Браганса
Афонсу де Браганса (порт. Afonso de Bragança; 1400, Лиссабон — 9 августа 1460, Томар) — португальский дипломат и придворный из дома Браганса, 4-й граф Орена с 1422 года и 1-й маркиз де Валенса с 1451 года.

## Биография
Старший сын Афонсу Португальского, 1-го герцога Браганса (1377—1461), внебрачного сына короля Португалии Жуана I, и Беатрис Перейры де Алвим (1380—1415), единственной дочери Нуну Алвареша Перейры и Леонор де Алвим.
4 апреля 1422 года Коннетабль Португалии Нуно Альварес Перейра (дед Афонсу по материнской линии) передал своему внуку титул графа Оурена. 24 ноября 1433 года новый король Португалии Дуарте I в своей грамоте утвердил за Афонсу титул графа Оурена.
Король Португалии Дуарте I (1433—1438) назначил двоюродного брата Афонсу де Браганса своим специальным послом на церковным соборах в Базеле (1436 год) и Флоренции (1439 год), во время которых он посетил также Феррару и Рим.
11 октября 1451 года своим указом король Португалии Афонсу V пожаловал Афонсу де Браганса титул маркиза де Валенса. Он стал первым португальским дворянином, получившим титул маркиза.
В октябре 1451 года он сопровождал инфанту Элеонору Португальскую (дочь короля Дуарте) во время её поездки из Лиссабона в Ливорно, где она встретилась со своим будущим мужем императором Священной Римской империи Фридрихом III Габсбургом. Бракосочетание состоялось в Риме при благословении папы Николая V.
В 1458 году Афонсу де Браганса принял участие в португальской экспедиции в Северную Африку, во время которой был взят город Ксар ес-Сегир.
В августе 1460 года после смерти Афонсу де Браганса, не оставившего после себя законных детей, титул графа Оурена унаследовал младший брат Фернанду де Брагаса.
От связи с Бритиш де Соуза (Brites de Sousa), дочерью Мартина Афонсу де Соуза, 1-го сеньора де Мортагуа (Афонсу заявлял, что они тайно обвенчались) имел внебрачного сына:
- Афонсу Португальский (1440—1522), 43-й епископ Эворы (1485—1522). От связи с Филиппой де Маседа, у него было трое детей (два сына и дочь). Его старший внебрачный сын Франсишку Португальский (ок. 1480 — 1549) стал 1-м графом ди Вимиозу в 1515 году и родоначальником графов ди Вимиозу.